# ATP Kuala Lumpur
Das ATP-Turnier von Kuala Lumpur (offiziell Malaysian Open) war ein in der malaysisches Hauptstadt Kuala Lumpur ausgetragenes Hallen-Tennisturnier.

## Geschichte
Der Wettbewerb wurde 1993 als Ersatz des Herrenturniers von Singapur erstmals veranstaltet, zunächst auf Teppichboden, und 1995 wieder eingestellt. Von 2009 bis 2015 wurde die Veranstaltung wieder ausgerichtet, nun auf Hartplatz, und im Bukit Jalil Sports Complex. Gespielt wurde mit einem 28er-Feld im Einzel und 16er-Feld im Doppel. Das Turnier war Teil der ATP Tour 250.
2016 gab die ATP bekannt, dass das Turnier im selben Jahr noch nach Chengdu umzieht, nachdem die Lizenzinhaber um einen Umzug des Turniers gebeten hatten.

## Siegerliste
Rekordsieger des Turniers war Jacco Eltingh, der mit seinem Partner Paul Haarhuis den Doppelwettbewerb dreimal gewonnen hat und einmal die Einzelkonkurrenz für sich entscheiden konnte.

### Einzel
| Jahr                         | Sieger            | Finalgegner        | Finalergebnis   |
| ---------------------------- | ----------------- | ------------------ | --------------- |
| 2015                         | David Ferrer      | Feliciano López    | 7:5, 7:5        |
| 2014                         | Kei Nishikori     | Julien Benneteau   | 7:64, 6:4       |
| 2013                         | João Sousa        | Julien Benneteau   | 2:6, 7:5, 6:4   |
| 2012                         | Juan Mónaco       | Julien Benneteau   | 7:5, 4:6, 6:3   |
| 2011                         | Janko Tipsarević  | Marcos Baghdatis   | 6:4, 7:5        |
| 2010                         | Michail Juschny   | Andrei Golubew     | 6:77, 6:2, 7:63 |
| 2009                         | Nikolai Dawydenko | Fernando Verdasco  | 6:4, 7:5        |
| 1996–2008: nicht ausgetragen |                   |                    |                 |
| 1995                         | Marcelo Ríos      | Mark Philippoussis | 7:6, 6:2        |
| 1994                         | Jacco Eltingh     | Andrei Olchowski   | 7:6, 2:6, 6:4   |
| 1993 (Sep.)                  | Michael Chang     | Jonas Svensson     | 6:0, 6:4        |
| 1993 (Jan.)                  | Richey Reneberg   | Olivier Delaître   | 6:3, 6:1        |

### Doppel
| Jahr                         | Sieger                                   | Finalgegner                          | Finalergebnis     |
| ---------------------------- | ---------------------------------------- | ------------------------------------ | ----------------- |
| 2015                         | Treat Huey Henri Kontinen                | Raven Klaasen Rajeev Ram             | 7:64, 6:2         |
| 2014                         | Marcin Matkowski (2) Leander Paes        | Jamie Murray John Peers              | 3:6, 7:65, [10:5] |
| 2013                         | Eric Butorac (2) Raven Klaasen           | Pablo Cuevas Horacio Zeballos        | 6:2, 6:4          |
| 2012                         | Alexander Peya Bruno Soares              | Colin Fleming Ross Hutchins          | 5:7, 7:5, [10:7]  |
| 2011                         | Eric Butorac (1) Jean-Julien Rojer       | František Čermák Filip Polášek       | 6:1, 6:3          |
| 2010                         | František Čermák Michal Mertiňák         | Mariusz Fyrstenberg Marcin Matkowski | 7:63, 7:65        |
| 2009                         | Mariusz Fyrstenberg Marcin Matkowski (1) | Igor Kunitsyn Jaroslav Levinský      | 6:2, 6:1          |
| 1996–2008: nicht ausgetragen |                                          |                                      |                   |
| 1995                         | John McEnroe Mark Philippoussis          | Grant Connell Patrick Galbraith      | 7:5, 6:4          |
| 1994                         | Jacco Eltingh (3) Paul Haarhuis (3)      | Nicklas Kulti Lars-Anders Wahlgren   | 6:0, 7:5          |
| 1993 (Sep.)                  | Jacco Eltingh (2) Paul Haarhuis (2)      | Jonas Björkman Lars-Anders Wahlgren  | 7:5, 4:6, 7:6     |
| 1993 (Jan.)                  | Jacco Eltingh (1) Paul Haarhuis (1)      | Henrik Holm Bent-Ove Pedersen        | 7:5, 6:3          |